# The Lantern
"The Lantern" er en sang, der blev skrevet af Jagger/Richards, et pseudonym for Mick Jagger og Keith Richards, til bandet The Rolling Stones.
Musikerne der indspillede sangen var følgende. Jagger sang, mens Richards spillede guitarerne. Brian Jones spillede mellotron på nummeret. Trommer og bass blev spillet af henholdsvis Charlie Watts og Bill Wyman. Klaver og orgel spillede Nicky Hopkins. Koret bestod af Jagger og Richards .
Sangen blev skrevet til albummet fra 1967 Their Satanic Majesties Request og udgivet som b-side til singlen "In Another Land". Singlen, der kun blev udgivet i USA, nåede en 87. plads på den amerikanske chart .

## Fodnoter
1. ↑  The Lantern
2. ↑  Arkiveret 16. oktober 2007 hos  Wayback Machine The Rolling Stones: Complete Singles Chart Entries [US & UK, 1963-2006]